# Пачиоретти, Макс
Максимилиа́н Коленда Пачиоре́тти (англ. Maximillian Kolenda Pacioretty; род. 20 ноября 1988, Нью-Кейнан) — американский хоккеист, нападающий клуба НХЛ «Торонто Мейпл Лифс».

## Клубная карьера
Первой профессиональной командой Макса Пачиоретти стала команда USHL «Су-Сити Маскетирс». В 2007 году Макс был выбран на драфте «Монреаль Канадиенс», но прежде, чем перейти в НХЛ, отыграл ещё год за команду Мичиганского университета. 2 января 2009 года молодой форвард дебютировал в НХЛ, в матче против «Нью-Джерси Девилз».
8 марта 2011 года во втором периоде матча между «Монреаль Канадиенс» и «Бостон Брюинз» словацкий защитник «Бостона» Здено Хара провёл против Макса Пачиоретти силовой приём. В итоге форвард врезался головой в стойку, удерживающую заградительное стекло и, как следствие, получил сотрясение мозга и повреждение шейного позвонка. Хара был удалён до конца матча. Инцидент получил широкий резонанс, в частности, по данному эпизоду было начато полицейское расследование. Несмотря на имевшиеся опасения, что этот инцидент может неблагоприятно отразиться на его карьере, Макс Пачиоретти 2011 года подписал новый 2-летний контракт с «Монреалем». По итогам сезона 2011/12 форвард стал лучшим бомбардиром команды, набрав 65 (33+32) очков по системе «гол+пас», и вписал своё имя в историю клуба, как первый в составе «Канадиенс» американец, кому покорился рубеж 30 шайб за сезон. В августе 2012 года продлил контракт с «Монреалем» на 6 лет на $ 27 млн.
Начиная с сезона 2015/16, был назначен капитаном «Монреаля».
За год до окончания контракта, 10 сентября 2018 года, был обменян в «Вегас Голден Найтс» на Томаша Татара, Ника Сузуки и выбор во 2-м раунде драфта 2019 года. В этот же день подписал с «Вегасом» новый 4-летний контракт на общую сумму $ 28 млн.
12 июля 2022 года «Вегас» обменял Макса Пачиоретти и Дилана Коглана в «Каролину Харрикейнз» в обмен на «будущую компенсацию».
1 июля 2023 года Пачиоретти в качестве свободного агента подписал однолетний контракт с «Вашингтон Кэптиалз» на сумму $2 млн с потенциальными бонусами за результативность ещё на $2 млн. 
12 сентября 2024 года Пачиоретти в качестве свободного агента подписал пробный однолетний контракт с «Торонто Мейпл Лифс».

## Карьера в сборной
В 2008 году Макс Пачиоретти в составе молодёжной сборной США принимал участие в молодёжном чемпионате мира, проходившем в Чехии. В 2012 году хоккеист в составе основной национальной сборной принимал участие в чемпионате мира, с 12 (2+10) очками став лучшим бомбардиром команды.

## Личная жизнь
В июле 2011 года Макс Пачиоретти женился. Супругой хоккеиста стала Екатерина Афиногенова, спортсменка-теннисистка и сестра известного российского хоккеиста Максима Афиногенова. 23 декабря 2013 года в семье родился первенец; мальчика назвали Лоренцо. 12 июля 2015 года у супругов родился второй сын, которого назвали Максимус Рэймонд.

## Достижения
- Обладатель «Билл Мастертон Трофи»: 2012

## Статистика
| Легенда | Легенда                    | Легенда | Легенда                   | Легенда | Легенда    |
| ------- | -------------------------- | ------- | ------------------------- | ------- | ---------- |
| И       | Количество проведённых игр | Штр     | Штрафное время            | +/−     | Плюс-минус |
| Г       | Голы                       | П       | Голевые передачи          | О       | Очки       |
| -       | Статистика неизвестна      | —       | Статистика не учитывалась |         |            |